# Richia capota
Richia capota är en fjärilsart som beskrevs av Smith 1908. Richia capota ingår i släktet Richia och familjen nattflyn. Inga underarter finns listade.